# Xã Perry, Quận Lawrence, Pennsylvania
Xã Perry (tiếng Anh: Perry Township) là một xã thuộc quận Lawrence, tiểu bang Pennsylvania, Hoa Kỳ. Năm 2010, dân số của xã này là 1.938 người.